# Roger Kluge
Roger Kluge (Eisenhüttenstadt, 5 de febrero de 1986) es un deportista alemán que compite en ciclismo en las modalidades de pista, especialista en las pruebas de puntuación y ómnium, y ruta.
Participó en cinco Juegos Olímpicos de Verano, entre los años 2008 y 2024, obteniendo una medalla de plata en Pekín 2008, en la carrera por puntos, el cuarto lugar en Londres 2012, en la prueba de ómnium, el sexto en Río de Janeiro 2016 (ómnium), el sexto en Tokio 2020 (persecución por equipos) y el quinto en París 2024 (madison).
Ganó ocho medallas en el Campeonato Mundial de Ciclismo en Pista entre los años 2008 y 2024, y siete medallas en el Campeonato Europeo de Ciclismo en Pista entre los años 2009 y 2025.
En carretera su mayor éxito es la victoria en una etapa del Giro de Italia 2016.

## Medallero internacional
| Juegos Olímpicos   | Juegos Olímpicos         | Juegos Olímpicos  | Juegos Olímpicos |
| Año                | Lugar                    | Medalla           | Competición      |
| ------------------ | ------------------------ | ----------------- | ---------------- |
| 2008               | Pekín (China)            | Medalla de plata  | Puntuación       |
| Campeonato Mundial |                          |                   |                  |
| Año                | Lugar                    | Medalla           | Competición      |
| 2008               | Mánchester (Reino Unido) | Medalla de plata  | Madison          |
| 2008               | Mánchester (Reino Unido) | Medalla de bronce | Scratch          |
| 2016               | Londres (Reino Unido)    | Medalla de plata  | Ómnium           |
| 2018               | Apeldoorn (Países Bajos) | Medalla de oro    | Madison          |
| 2019               | Pruszków (Polonia)       | Medalla de oro    | Madison          |
| 2020               | Berlín (Alemania)        | Medalla de bronce | Madison          |
| 2022               | Saint-Quentin (Francia)  | Medalla de plata  | Puntuación       |
| 2024               | Ballerup (Dinamarca)     | Medalla de oro    | Madison          |
| Campeonato Europeo |                          |                   |                  |
| Año                | Lugar                    | Medalla           | Competición      |
| 2009               | Gante (Bélgica)          | Medalla de oro    | Madison          |
| 2010               | Pruszków (Polonia)       | Medalla de oro    | Ómnium           |
| 2018               | Glasgow (Reino Unido)    | Medalla de plata  | Madison          |
| 2022               | Múnich (Alemania)        | Medalla de oro    | Madison          |
| 2023               | Grenchen (Suiza)         | Medalla de oro    | Madison          |
| 2024               | Apeldoorn (Países Bajos) | Medalla de oro    | Madison          |
| 2025               | Heusden-Zolder (Bélgica) | Medalla de plata  | Madison          |

1. ↑  Campeonato Europeo realizado sólo para la disciplina de madison.

## Palmarés

### Ruta
2008
- 1 etapa del Tour de Berlín
- 1 etapa del Tour de Mainfranken

2009
- 1 etapa del Baltyk-Karkonosze Tour
- 1 etapa de la Vuelta a Serbia
- 2 etapas de la Carrera de la Solidaridad y de los Campeones Olímpicos
- 3.º en el Campeonato de Alemania en Ruta

2010
- Neuseen Classics

2015
- 1 etapa del Ster ZLM Toer

2016
- 1 etapa del Giro de Italia

### Pista
2006
- 3.º en el Campeonato de Europa Sub-23 en Madison

2007
- Campeonato de Alemania de Puntuación
- 2.º en el Campeonato de Europa Sub-23 en Scratch
- Copa del Mundo de Sídney (Australia) en Scratch

2008
- Copa del Mundo de Mánchester (Reino Unido) en Madison (con Olaf Pollack)
- 3.º en el Campeonato Mundial de Scratch
- 2.º en el Campeonato Mundial de Madison
- 2.º en los Juegos Olímpicos en Puntuación

2009
- Campeonato de Alemania de Madison (con Olaf Pollanck)
- Campeonato de Alemania de Persecución por equipos (con Stefan Schäfer, Johannes Kahra y Robert Bartko)
- Campeonato de Europa en Madison (con Robert Bartko)
- 3.º en el Campeonato de Europa en Derny
- Seis días de Ámsterdam (con Robert Bartko)

2010
- Campeonato de Europa en Omnium
- Seis días de Ámsterdam (con Robert Bartko)

2011
- Copa del Mundo de Astaná (Kazajistán) en Omnium
- Seis días de Berlín (con Robert Bartko)

2012
- Campeonato de Alemania de Persecución Individual

2013
- Seis días de Berlín (con Peter Schep)
- Campeonato de Alemania de Persecución por equipos (con Stefan Schäfer, Felix Donath y Franz Schiewer)

2015
- Campeonato de Alemania de Omnium

2016
- Campeonato de Alemania de Puntuación
- 2.º en el Campeonato del Mundo en Ómnium

2017
- Seis días de Róterdam (con Christian Grasmann)

2018
- Campeonato del Mundo en madison   (con Theo Reinhardt)
- Campeonato de Alemania de Omnium

2019
- Seis días de Berlín (con Theo Reinhardt)

## Resultados en Grandes Vueltas
| Carrera | Carrera         | 2008 | 2009 | 2010 | 2011 | 2012 | 2013 | 2014  | 2015  | 2016  | 2017 | 2018 | 2019  | 2020  | 2021 | 2022  | 2023 | 2024 |
| ------- | --------------- | ---- | ---- | ---- | ---- | ---- | ---- | ----- | ----- | ----- | ---- | ---- | ----- | ----- | ---- | ----- | ---- | ---- |
|         | Giro de Italia  | —    | —    | —    | —    | —    | —    | —     | 162.º | 137.º | —    | —    | Ab.   | —     | Ab.  | 149.º | —    | —    |
|         | Tour de Francia | —    | —    | Ab.  | —    | —    | —    | 139.º | —     | —     | —    | —    | 150.º | 146.º | Ab.  | —     | —    | —    |
|         | Vuelta a España | —    | —    | —    | —    | —    | —    | —     | —     | —     | —    | —    | —     | —     | —    | —     | —    | —    |

| —: No participó | Ab: Abandono |

## Palmarés en pista

### Juegos Olímpicos
Pékin 2008
- Plata en los Juegos Olímpicos de Pekín en la carrera de los puntos

### Campeonato Mundial
Manchester 2008
- 3.º en Scratch
- 2.º en Madison (con Olaf Pollack)

Londres 2016
- 2.º en Omnium

Alpeldoorn 2018
- 1.º en Madison (con Theo Reinhardt)

### Copa del Mundo
2007-2008
- 1.º del scratch en Sídney

2008-2009
- 1.º en americana en Mánchester (con Olaf Pollack)
- 3.º en americana en Pekín

2009-2010
- 2.º en americana en Mánchester
- 3.º en la carrera a los puntos en Mánchester

2010-2011
- 3.º en omnium en Pekín

2011-2012
- 1.º en omnium en Astaná

### Campeonatos de Europa
2009
- Campeón Europeo de Madison (con Robert Bartko)

2010
- Campeón Europeo Omnium Sprint

2018
- Subcampeón Europeo de Madison (con Theo Reinhardt)

### Victorias en los Seis Días
- Ámsterdam : 2009 y 2010 (con Robert Bartko)
- Berlín : 2011 (con Robert Bartko) y 2013 (con Peter Schep)
- Róterdam : 2017 (con Christian Grasmann)

### Campeonatos de Alemania
- Campeón de Alemania en Puntuación : 2007 y 2016
- Campeón de Alemania en Madison: 2009 (con Olaf Pollack)
- Campeón de Alemania en Persecución por equipos: 2009 (con Stefan Schäfer, Johannes Kahra y Robert Bartko) y 2013 (con Stefan Schäfer, Felix Donath y Franz Schiewer
- Campeón de Alemania en Persecución Individual: 2012
- Campeón de Alemania en Omnium: 2015 y 2018

## Equipos
- LKT Team-Brandenburg (2008-2009)
- Team Milram (2010)
- Skil/Argos (2011-2012)
  - Skil - Shimano (2011)
  - Team Argos - Shimano (2012)
- Team NetApp-Endura (2013)
- IAM Cycling (2014-2016)
- Orica/Mitchelton (2017-2018)
  - Orica-Scott (2017)
  - Mitchelton-Scott (2018)
- Lotto Soudal (2019-2022)
- Rad-Net Oßwald (2023-2024)
- REMBE rad-net (2025-)